# Полонская-Василенко, Наталия Дмитриевна
Ната́лия Дми́триевна Поло́нская-Василе́нко (укр. Ната́лія Дми́трівна Поло́нська-Василе́нко; 31 января [12 февраля] 1884, Харьков — 8 июня 1973, Дорнштадт, Баден-Вюртемберг) — украинский историк, действительный член Научного общества им. Тараса Шевченко (с 1947) и Украинской свободной академии наук в Аугсбурге (с 1948).

## Биография
Родилась в русской дворянской семье, дочь киевского историка, генерал-майора Дмитрия Петровича Меньшова от брака с Марией Фёдоровной Мухортовой, происходившей из курских и орловских дворян. В 1901 году окончила киевскую Фундуклеевскую женскую гимназию. В 1905—1911 годах обучалась на историко-филологическом отделении Высших женских курсов в Киеве. В 1909 работала в археологической экспедиции В. Хвойко, в 1913 сдала вступительные экзамены на историко-филологический факультет Киевского университета св. Владимира.
В 1910—1924 годах преподавала историю и географию в гимназиях, занимала профессорские должности в ряде учебных заведений, в том числе в Киевском университете. В 1920-х гг. овладела украинским языком и с тех пор писала свои труды преимущественно на нём.
В 1923 году вышла замуж за бывшего министра образования и иностранных дел Украинской державы Николая Василенко, который вскоре был арестован и обвинён в контрреволюционной деятельности. Благодаря усилиям жены он через некоторое время был реабилитирован. В последние годы жизни Николай Василенко был тяжело болен и умер в 1935 году.
В 1918—1925 году работала в Киевском археологическом институте, в 1924—1941 годах — во Всеукраинской академии наук (в 1934—1938 была освобождена от работы по политическим мотивам). В 1927—1932 годах — профессор Киевского художественного института.
В октябре 1940 года в Москве защитила докторскую диссертацию на тему: «Очерки по истории заселения южной Украины в середине XVIII века (1734—1775 гг.)».
Во время германской оккупации Украины — директор Института археологии Академии наук (октябрь-декабрь 1941) и Киевского центрального архива старинных актов (декабрь 1941 — сентябрь 1943), научный консультант Музея-архива переходного периода (1942). Кроме того, входила в состав орготдела Киевской городской управы, была одной из ответственных за переименования городских улиц.
В сентябре 1943 года, незадолго до освобождения Киева, переехала на Запад. С октября 1943 года — референт Украинского центрального комитета во Львове (во главе с Владимиром Кубийовичем). В 1944 году читала лекции в Украинском свободном университете в Праге.
После переезда университета в Мюнхен с 1945 года — профессор данного университета в Мюнхене, с 1965 года — вице-президент Украинского исторического общества. С 1966 года — декан философского факультета Украинского свободного университета.

## Сочинения
- «Очерки по истории заселения южной Украины в середине XVIII века (1734—1775 гг.)» (1940)
- Хмельниччина : У 300-ліття української національної революції / Н. Полонська // Календар-альманах на ювілейний 1948 рік. — Авґсбурґ ; Мюнхен, 1947. — С. 36—48.
- Палій і Мазепа / Н. Полонська-Василенко. — Авґсбурґ : Друкарня Сажина, 1949. — 12 с. — (Українська історія / Укр. Вільна Акад. Наук. Сер. Мазепа та його доба ; вып. 1—43).
- Історія Української Церкви : Стислий виклад лекцій в Академії УАПЦ / Н. Полонська-Василенко. — Мюнхен, 1949. — 34 с.
- До історії повстання на Запоріжжі 1768 року / Н. Полонська-Василенко // Науковий збірник Української вільної академії наук. — Ню-Йорк, 1953. — Ч. 1.
- «Процес Центра Дій» (1955)
- «Особливості Української Православної Церкви» (1959)
- «Гетьман Мазепа та його доба» (1959)
- «Перші віки християнства на Україні» (1963)
- «Запоріжжя XVIII століття та його спадщина» (тт. 1-2, 1965-67)
- «Українська Академія Наук» (тт. 1-2, 1955-57)
- «Український Вільний Університет (1921-71)» (1971)
- Історія України : у 2 т. / Н. Полонська-Василенко. — Мюнхен : Українське видавництво, 1972—76.
- Спогади / Н. Д. Полонська-Василенко ; упорядн. В. Шевчук. — Киев : Вид. дім «Києво-Могилянська академія», 2011. — 542 с. — ISBN 978-966-518-573-4.